# Ideal SC
El Ideal Sports Club es un equipo de fútbol de Montserrat que milita en el Campeonato de fútbol de Montserrat, el torneo de fútbol más importante de la isla.

## Historia
Fue fundado el 15 de enero de 1975 en la localidad de Brades con el nombre Ideal Boys SC, el cual usaron hasta el año 2003, y es conocido por ser el último equipo en ganar el Campeonato de fútbol de Montserrat en el año 2004, uno de los 2 equipos en ganarlo junto al Royal Montserrat Police Force. El torneo se dejó de jugar en la temporada 2004 y ha sido subcampeón en 3 ocasiones.
A nivel internacional ha sido el primer equipo de Montserrat en jugar un torneo internacional de fútbol, fue en el Campeonato de Clubes de la CFU 2004, donde fue eliminado en la Primera Ronda por el Harbour View de Jamaica. El resultado de la serie fue tan desastroso que se dice que esa fue la razón por la que dejó de disputarse el Campeonato de fútbol de Montserrat de 2005 a 2016.

## Palmarés
- Campeonato de fútbol de Montserrat: 1

2004
- - Subcampeón: 3

2000, 2002, 2003

## Participación en competiciones de la CONCACAF
| Temporada | Torneo                         | Ronda | Club         | Casa | Visita | Global |
| --------- | ------------------------------ | ----- | ------------ | ---- | ------ | ------ |
| 2004      | Campeonato de Clubes de la CFU | 1     | Harbour View | 1-15 | 0-15   | 1-30   |

## Entrenadores
- Scott Cooper

## Jugadores

### Jugadores destacados
- Jaffar Munroe, primer futbolista de Montserrat en anotar un gol en un torneo internacional.[3]